# Peter Krüger (Historiker)

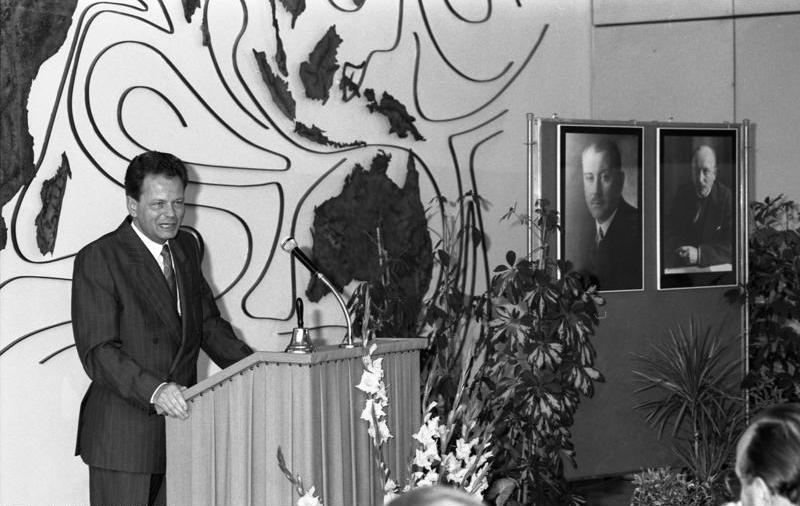
Peter Krüger bei einer Gedenkveranstaltung des Auswärtigen Amtes, 1987

Peter Krüger (* 17. Dezember 1935 in Eisenach; † 16. September 2011 in Marburg) war ein deutscher Historiker. Er lehrte von 1975 bis 2002 als Professor für Neuere Geschichte an der Universität Marburg. Krüger war einer der führenden Experten zur deutschen Außenpolitik der Weimarer Republik.

## Leben und Wirken
Nach dem Gymnasialbesuch in Goslar studierte Krüger ab 1956 Geschichte, Germanistik und Politik zunächst an der Philipps-Universität Marburg und wechselte ein Jahr später an die Universität München, wo er zusätzlich noch Vorlesungen in Kunstgeschichte besuchte. An der Universität München wurde er 1962 bei Franz Schnabel promoviert mit einer Arbeit über die Außenpolitik im Zeitalter der Reformation.
Anschließend arbeitete Krüger vier Jahre in Bonn als wissenschaftlicher Mitarbeiter bei der von Ernst Deuerlein betreuten Herausgabe der Dokumente zur Deutschlandpolitik. Im Jahr 1966 begann er als wissenschaftlicher Mitarbeiter beim Auswärtigen Amt. Dort beteiligte er sich zwischen 1966 und 1974 an der Herausgabe der Akten zur deutschen auswärtigen Politik 1918–1945.
Im Jahre 1972 habilitierte sich Krüger bei Erich Angermann an der Universität zu Köln in Mittlerer und Neuerer Geschichte. Seine Habilitationsschrift behandelte die Reparationsfrage nach dem Ersten Weltkrieg. Die Darstellung ist bis heute grundlegend. Krüger begann an der Universität eine Nebentätigkeit als Dozent. 1973 wurde er dort zum außerplanmäßigen Professor ernannt. Im selben Jahr übernahm er vertretungsweise den Lehrstuhl für Neuere und Neueste Geschichte an der Universität Marburg. Seine Tätigkeit beim Auswärtigen Amt beendete er 1974. Im folgenden Jahr erfolgte seine Ernennung zum Professor für Neuere und Neueste Geschichte an der Universität Marburg, wo er bis zu seiner Emeritierung 2002 lehrte. Im Jahr 1984 erhielt Krüger ein Stipendium des Woodrow Wilson International Center for Scholars Washington, D.C., USA. 1993/94 war er Forschungsstipendiat des Historischen Kollegs München. Krüger war Mitglied der Gesellschaft für Geistesgeschichte, der Vereinigung für Verfassungsgeschichte und dem Collegium Carolinum.
Er veröffentlichte 2006 eine Geschichte der europäischen Integration. In seinen letzten Lebensjahren arbeitete er an einer Edition der Schriften und einer Biographie von Carl von Schubert, Staatssekretär im Auswärtigen Amt, die beide postum 2017 erschienen. Die Biographie blieb unvollendet und reicht bis in den Sommer 1925. Auf über 800 Seiten werden in der Edition 285 Dokumente aus dem Zeitraum vom September 1914 bis zum Juli 1933 präsentiert.

## Schriften (Auswahl)
Monographien
- Carl von Schubert. Außenpolitiker aus Leidenschaft. Sein Beitrag zur internationalen Politik und europäischen Ordnung in der Ära der Weimarer Republik (= Zeitgeschichtliche Forschungen. Bd. 51). Duncker & Humblot, Berlin 2017, ISBN 978-3-428-14950-6.
- Wege und Widersprüche der europäischen Integration im 20. Jahrhundert (= Schriften des Historischen Kollegs. Vorträge. Bd. 45). Stiftung Historisches Kolleg, München 1995 (Digitalisat).
- Das unberechenbare Europa. Epochen des Integrationsprozesses vom späten 18. Jahrhundert bis zur Europäischen Union. Kohlhammer, Stuttgart 2006, ISBN 978-3-17-016586-1.
- Versailles. Deutsche Außenpolitik zwischen Revisionismus und Friedenssicherung (= dtv. Bd. 4513). Deutscher Taschenbuch-Verlag, München 1986, ISBN 3-423-04513-2.
- Die Außenpolitik der Republik von Weimar. Wissenschaftliche Buchgesellschaft, Darmstadt 1985, ISBN 3-534-07250-2.
- Deutschland und die Reparationen 1918/19. Die Genesis des Reparationsproblems in Deutschland zwischen Waffenstillstand und Versailler Friedensschluß (= Schriftenreihe der Vierteljahrshefte für Zeitgeschichte. Bd. 25). Deutsche Verlags-Anstalt, Stuttgart 1973, ISBN 3-421-01620-8 (zugleich: Köln, Universität, Habilitations-Schrift, 1972).
- Die Beziehungen der Rheinischen Pfalz zu Westeuropa 1576–82. Die auswärtigen Beziehungen des Pfalzgrafen Johann Casimir 1576–82. Uni-Druck, München 1964 (zugleich: München, Universität, Dissertation, 1962).

Herausgeberschaften
- Carl von Schubert (1882–1947). Sein Beitrag zur internationalen Politik in der Ära der Weimarer Republik. Ausgewählte Dokumente. Mit einer biographischen Einleitung von Martin Kröger (= Deutsche Geschichtsquellen des 19. und 20. Jahrhunderts. Bd. 73). Duncker & Humblot, Berlin 2017, ISBN 978-3-428-15332-9.
- mit Anne Christine Nagel: Mechterstädt – 25.3.1920. Skandal und Krise in der Frühphase der Weimarer Republik (= Studien zur Geschichte der Weimarer Republik. Bd. 3). Lit, Münster 1997, ISBN 3-8258-3061-6.
- Das europäische Staatensystem im Wandel. Strukturelle Bedingungen und bewegende Kräfte seit der Frühen Neuzeit (= Schriften des Historischen Kollegs. Kolloquien. Bd. 35). Oldenbourg, München 1996, ISBN 3-486-56171-5 (Digitalisat).
- Deutschland, deutscher Staat, deutsche Nation. Historische Erkundungen eines Spannungsverhältnisses (= Marburger Studien zur neueren Geschichte. Bd. 2). Hitzeroth, Marburg 1993, ISBN 3-89398-129-2.